# Tour Bagdad

La tour Bagdad (en arabe : برج بغداد) est une tour de télécommunication située à Bagdad, en Irak. Culminant à 150 mètres (205 mètres antenne comprise), cette structure de béton est le plus haut monument du pays. Elle constitue l'un des repères majeurs dans le paysage urbain de la capitale irakienne. 
Elle est située à moins de 100 mètres à l'Ouest de la place Nissour.
Anciennement connue sous le nom de tour internationale Saddam, du nom de l'ancien président Saddam Hussein, elle est parfois désignée sous le nom de tour de télécommunication Ma'amoun.
La tour Bagdad est élevée en 1994 afin de remplacer l'ancienne tour de télécommunication de la télévision irakienne, sérieusement endommagée par les bombardements alliés durant la guerre du Golfe. Le dernier étage est occupé par un restaurant tournant offrant des vues panoramiques sur la métropole et ses environs ainsi qu'une plate-forme d'observation. Partiellement endommagée durant les bombardements de la guerre d'Irak, la tour est occupée par les forces américaines lors de l'invasion du pays en 2003.